# شون سولومون
شون سولومون (بالإنجليزية: Sean C. Solomon)‏ هو أستاذ جامعي أمريكي، ولد في 24 أكتوبر 1945 في لوس أنجلوس في الولايات المتحدة.